# مايكل بورتر
مايكل يوجين بورتر (بالإنجليزية: Michael Eugene Porter) ولد في مايو 23، 1947  بروفيسور جامعة بيشوب ويليام لورنس في مدرسة هارفرد للإعمال. هو أحد القادة النافذين في مجال إستراتيجية الشركات وتنافسية الدول والمناطق. أعمال مايكل بورتر معترف بها في العديد من الحكومات، الشركات الكبرى والدوائر الأكاديمية عالمياً. برامج كراسي الأستاذية الخاصة به في مدرسة هارفرد للأعمال مخصصة للرؤساء التنفيذيون المعينون حديثاً في كبرى الشركات.

## بداية حياته
حصل مايكل بورتر بكالوريوس العلوم في الهندسة بتخصص علوم فضاء وهندسة ميكانيكا من جامعة برنستون في عام 1969، كما تم انتخابه لجمعية فاي بيتا كابا وجمعية تاو بيتا باي وهي جمعيتين متختصتين في العلوم والفنون والهندسة. حصل على ماجستير الإدارة العامة مع التميز عام 1971 من مدرسة هارفرد للأعمال.

## الحياة العملية
ألف مايكل بورتر 18 كتاباً والعديد من المقالات في مجالات الإستراتيجية التنافسية، الميزة التنافسية، الميزة التنافسية للدول، والمنافسة. فاز ستة مرات بجائزة ماكنزي لأفضل مقال في السنة في مجلة هارفارد بزنس ريفيو، بورتر هو المؤلف الأكثر ذكراً في مجال الأعمال والاقتصاد.
مجال مايكل بورتر الأساسي هو المنافسة وإستراتيجية الشركات. يعرف بشكل عام كأب مدرسة الإستراتيجة الحديثة[بحاجة لمصدر] وأفكاره درست في كل كليات الأعمال حول العالم. أعادت أعمالة تعريف التفكير حيال المنافسة، التطور الاقتصادي، المجتمعات التي تعاني من ضيق اقتصادي، السياسة البيئية، ودور الشركات في المجتمع.
كرس بورتر مؤخرا جهوده لفهم وتوضيح مشاكل الصحة في الولايات المتحدة ودول أخرى. كتابه إعادة تعريف الرعاية الصحية (ألفه بالاشتراك مع إليزيبث تايسبيرغ) طور إطار إستراتيجي لتحويل لقيمة التي يقدمها نظام الرعاية الصحية مع الآثار المترتبة بمقدمي الخدمة، خطط الرعاية، أرباب العمل والحكومة وسط كل العوامل. هذا الكتاب حصل على جائزة جيمس هاميلتون لتنفيذيين كلية الرعاية الصحية عام 2007 ككتاب العام. بحثه المنشور في نيو إنغلاند جورنال أوف ميديسين بعنوان «إستراتيجية لإصلاح نظام الرعاية الصحية، نحو نظام مبني على القيمة» (يولو 2009)، يحدد إستراتيجية إصلاح النظام الصحي في الولايات المتحدة. عمله في الرعاية الصحية تم تمديده ليشمل المشاكل في تقديم الرعاية الصحية في الدول النامية، بالتعاوم مع جيم يونغ كيم وكلية هارفرد للطب وكلية هارفرد للصحة العامة.
بالإضافة إلى أبحاثه وكتاباته والتدريس، بورتر يعمل مستشاراً للشركات والحكومات، والقطاع الاجتماعي. كما عمل مستشاراً لشركات أمريكية كبرى وعالمية في مجال الإستراتيجية. منها، كاتربيلر، بروكتر وغامبل، سكوت ميراكل قرو، رويال داتش شل، وشركة تايوان لصناعة أشباه الموصلات المحدودة. بورتر كان عضواً في مجلس إدارة شركة ثيرموفيشر ساينتيفك و شركة باراميتريك تكنولوجي كوربوريشن. بورتر لعب دوراُ مهم في السياسة الأمريكية الاقتصادية في لجان تنفيذية ومجلس الكونغرس الأمريكي، وقاد برامج الإستراتيجية الاقتصادية الوطنية في العديد من الدول. والآن يعمل مع رؤساء دول مثل رواندا وكوريا الجنوبية.
أنشأ مايكل بورتر ثلاث منظمات غير ربحية: مبادرة التنافسية للمدينة الداخلية (Initiative for a Competitive Inner City – ICIC) عام 1994 التي تختص بالتنمية الحضرية في المجتمعات المتعثرة في التطور الحضري. ومركز العمل الخيري الفعال (Center for Effective Philanthropy) الذي يصنع أدوات لقياس فعاليات المنظمات الخيرية. ومنظمة إف إس جي- مستشاروا الأثر الاجتماعي (FSG-Social Impact Advisors) وهي مؤسسة غير ربحية إستراتيجية لخدمة المنظمات غير الحكومية، والشركات والمؤسسات الخيرية في مجال خلق قيمة اجتماعية. وهو الآن عضوا مجلس أمناء جامعة برنستون.
في عام 2000، عُيّن مايكل بورتر كبروفيسور في جامعة هارفرد، وهي أعلى درجات الاعتراف المهنية التي يمكن أن تعطى لعضو هيئة تدريس في هارفرد.
مايكل بورتر هو أحد مؤسسي منتور جروب (Monitor Group) وهي مؤسسة استشارات إستراتيجية وأتت تحت الأضواء بسبب عقودها مع نظام الرئيس السابق معمر القذافي في ليبيا والفشل المزعوم لتسجيل أنشطتها تحت نظامتشجيل الوكالات الأجنبية الأمريكي. في عام 2013 بيعت لديلويت (Deloitte) للاستشارات من خلال دعوى الإفلاس المنظم.
في عام 2009، حصل بورتر على شهادة فخرية من جامعة مكغيل.
وأكثر مايركز بورتر في أهدافه الأكاديمية هو كيف لمؤسسة أو منظقة ما بناء ميزة تنافسية وتطوير إستراتيجية تنافسية. تنافسية الأمم، المناطق والمدن، وحلول لمشاكل اجتماعية. وهو أيضاً عضو زميل في منظمة الإدارة الإستراتيجية. أحد أهم مساهماته هي القوى الخمسة. نظام بورتر الإستراتيجي يحتوي أساساً على:
- الميزة التنافسية
- القوى التنافسية الخمسة لمايكل بورتر
- المجموعات الإستراتيجية
- سلسلة القيمة
- الإستراتيجيات العامة في قيادة التكلفة، وتميز المنتج والتركيز.
- إستراتيجيات تموضع السوق حسب التنوع، حسب الرغبات، أو حسب الوصول
- الإستراتيجيات العالمية
- مجموعات بورتر للجدارات لتحقيق التنمية الإقتصادية الإقليمية.
- نموذج الألماسة.
- نموذج الأربعة الأركان لبورتر

## روابط خارجية
- مايكل بورتر على موقع ميوزك برينز (الإنجليزية)
- مايكل بورتر على موقع إن إن دي بي (الإنجليزية)